# كنيكوت يوتا للنحاس
كينيكوت يوتا للنحاس (Kennecott Utah Copper) هي شركة تعدين وصهر وتكرير تابعة لمجموعة ريو تينتو ويقع مقرها الرئيسي في مدينة ساوث جوردان بولاية يوتا. تدير الشركة منجم وادي بينغهام، وهو أحد أكبر مناجم النحاس المفتوحة في العالم. تأسست الشركة في الأساس عام 1898 باسم شركة بوسطن كونسوليديتيد للتعدين (Boston Consolidated Mining Company). تأسست الشركة الحالية في عام 1989. ينتج المنجم والمصهر الخاص به ما يقرب من 1٪ من نحاس العالم.